# 云南翅子藤
云南翅子藤（学名：Loeseneriella yunnanensis）是卫矛科翅子藤属的植物，为中国的特有植物。分布于中国大陆的云南等地，生长于海拔700米至1,100米的地区，多生长在石灰岩疏林中，目前尚未由人工引种栽培。
其种加词 yunnanensis 意为“云南的”。